# Peter C. von Seidlein

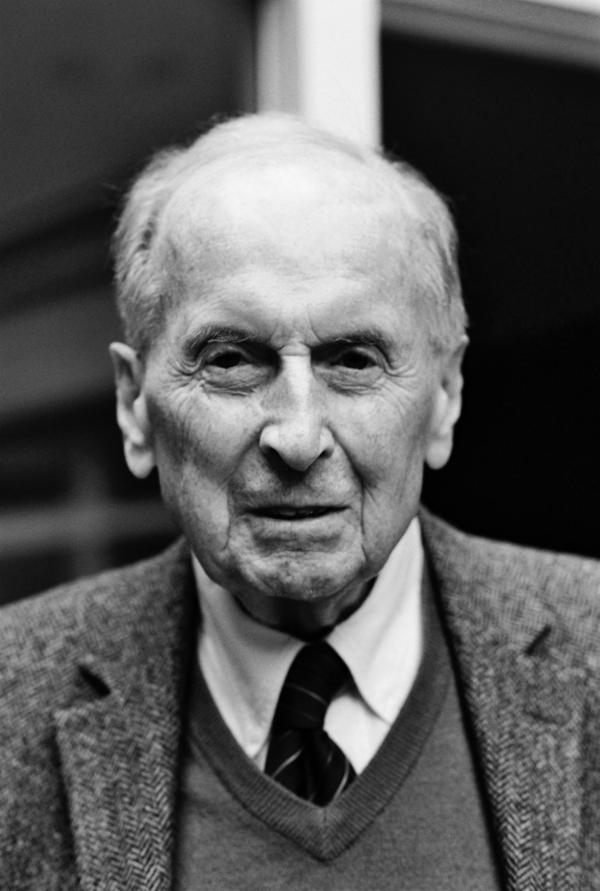
Peter Canisius von Seidlein

Peter Canisius von Seidlein (* 25. Juni 1925 in München; † 30. September 2014 in München) war ein deutscher Architekt und Professor an der Universität Stuttgart. Als sein bedeutendstes Bauwerk gilt die Zeitungsdruckerei für den Süddeutschen Verlag (1984) in München. Von Seidlein war Mitglied der Münchener Stadtgestaltungskommission und des Bayerischen Landesdenkmalrates. Er wurde unter anderem mit dem Deutschen Architekturpreis (1985) und dem Architekturpreis der Stadt München (1994) ausgezeichnet. 1999 verlieh die Technische Universität München (TUM) von Seidlein die Ehrendoktorwürde. Zudem war er Ehrenmitglied im Bund Deutscher Architekten und Mitglied der Akademie der Künste in Berlin. Von Seidlein war darüber hinaus Gesellschafter des Süddeutschen Verlages. Bis zu seinem Tod 2014 arbeitete er als Architekt in seinem 1958 gegründeten Architekturbüro.

## Leben
Peter Canisius von Seidlein wurde am 25. Juni 1925 in München als Sohn des Architekten Peter Anton von Seidlein (* 17. November 1893; † 28. März 1971) und Marianne von Seidlein (geb. Kronenbitter, * 18. September 1893, Todesdatum unbekannt) geboren. Zusammen mit seinen Brüdern Karl Lorenz Rasso und Hubert Anton Maria Seidlein wuchs er in München auf. Peter C. von Seidlein war mit Karen von Seidlein (geborene Schöningh, 1930–2003) verheiratet. Aus ihrer Ehe gingen drei Kinder hervor: Maria-Theresia von Seidlein (* 31. Oktober 1957), Lorenz von Seidlein (* 27. Juni 1959) und Rupert von Seidlein (* 4. Mai 1963).
Nach dem Tod seines Schwiegervaters und Mitbegründers des Süddeutschen Verlages, Franz Josef Schöningh gingen dessen Verlagsanteile an Peter C. von Seidlein und seine Ehefrau Karen von Seidlein, geb. Schöningh. Peter C. von Seidlein übernahm den Posten des Gesellschafters. Die Familie von Seidlein war bis 2007 eine der fünf Gesellschafterfamilien des Verlages.
Im Alter von 89 Jahren verstarb Peter C. von Seidlein 2014 in München.

## Kindheit und Zweiter Weltkrieg
Peter C. von Seidlein wuchs als ältester von drei Brüdern in München auf und besuchte das Ludwigsgymnasium. Dort legte er das Notabitur ab, bevor er 1943 als Funker eingezogen und in der Normandie stationiert wurde. Kurz nach der Landung der Alliierten in der Normandie (D-Day) wurde Peter C. von Seidlein im Juni 1944 von amerikanischen Truppen nahe dem Invasionsstrand Omaha Beach gefangen genommen. Bei einem Unfall geriet sein Fuß zwischen zwei Laster, wobei er eine Verletzung davontrug. Von Seidlein erlebte das Ende des Zweiten Weltkrieges in amerikanischer Gefangenschaft und war im US-Gefangenenlager Camp Atterbury (Edinburgh, Indiana) interniert.

## Studium
Nach seiner Entlassung aus der amerikanischen Kriegsgefangenschaft kehrte Peter C. von Seidlein in seine Heimatstadt München zurück, wo er sich an der Technischen Universität München für ein Studium der Architektur einschrieb. Dort hörte er Vorlesungen bei den Architekten Franz Hart, Hans Döllgast und Martin Elsässer. 1951 erhielt von Seidlein ein Stipendium für das Illinois Institute of Technology (IIT) in Chicago, das von seinem Leiter und ehemaligen Bauhaus-Direktor Ludwig Mies van der Rohe zu einer der modernsten Architekturschulen ihrer Zeit aufgebaut worden war. Von Seidlein studierte von 1951 bis 1952 bei Mies van der Rohe sowie Ludwig Karl Hilberseimer und arbeitete neben seinem Studium am Illinois Institute of Technology in Mies van der Rohes Architekturbüro in Chicago. Van der Rohe hatte großen Einfluss auf von Seidleins Arbeiten: „Sein Lehrer war Ludwig Mies van der Rohe, bei dem er in Chicago am IIT 1951/52 studierte und der ihn für das ganze Leben prägte. Im Rückblick sagt von Seidlein, alles was er in München lernte und sah, sei nicht ernsthaft, nicht streng gewesen im Vergleich mit der kompromißlos harten Schule, die er bei Mies durchlief.“

## Beruflicher Werdegang und Selbständigkeit
Nach seinem Studium in Chicago legte von Seidlein 1953 die zweite Staatsprüfung in München ab. Danach führte ihn sein Weg in zwei Architekturbüros: zunächst nach Karlsruhe zu Egon Eiermann (1954–1955) und anschließend zurück nach München zu Gerhard Weber (1955–1956), der ebenfalls ein Schüler Mies van der Rohes gewesen war.
In Eiermanns Büro lernte er den Architekten Ulrich Schmidt von Altenstadt kennen, mit dem er während seiner Zeit in Karlsruhe zusammen wohnte. Als 1955 der Bau des baden-württembergischen Landtages ausgeschrieben war, bewarben sich von Seidlein und Schmidt von Altenstadt mit einem Entwurf. Sie konnten die Jury überzeugen und gewannen den Wettbewerb. Die Erstplatzierten erhielten ein Preisgeld von 20.000 D-Mark, gebaut wurde ihr Entwurf jedoch nicht.
1956 nahm von Seidlein eine Assistentenstelle bei dem Architekten Gustav Hassenpflug an der TU München an, wo er bis 1959 arbeitete. 1957 reichte von Seidlein erneut seinen Entwurf für den baden-württembergischen Landtag ein, nachdem der Wettbewerb zum zweiten Mal ausgeschrieben worden war. Von Seidlein wurde diesmal mit seinem Entwurf Zweiter. Der Architekt Horst Linde hatte im Zuge des Wettbewerbs Seidleins Arbeit kennengelernt und engagierte ihn für den Bau des Instituts für physiologische Chemie an der Universität Tübingen. Der Institutsbau war von Seidleins erster Auftrag, nachdem er sich 1958 in München mit seinem eigenen Architekturbüro selbständig gemacht hatte.
Die Anfangsphase des Architekturbüros war trotz des Baubooms in der Nachkriegszeit schwierig, von Seidlein konnte mit seinen Bauten jedoch überzeugen. 1962 gewann er einen von Siemens ausgeschriebenen Wettbewerb und erhielt den Auftrag, das Firmengebäude in Saarbrücken zu bauen. 1970 stieg der Architekt Horst Fischer als Partner in das Architekturbüro von Seidlein ein.
Von 1980 bis 1984 übernahm von Seidlein seinen wohl bekanntesten Auftrag: Er entwarf die Druckerei des Süddeutschen Verlages in München-Steinhausen. Mit diesem Bau wird der Beginn seiner größten Schaffenszeit verbunden. Kurz vor der Fertigstellung der SZ-Druckerei wurde Egon Konrad 1983 neuer Partner im Architekturbüro. Zahlreiche Projekte in München folgten, darunter nicht nur Geschäftsgebäude, sondern auch Wohnhäuser. 1996 wurde von Seidleins ehemaliger Schüler Stephan Röhrl Partner im Architekturbüro.
Bis zu seinem Tod 2014 wirkte von Seidlein als Architekt in München. In seinem Büro arbeiteten zahlreiche bekannte Architekten, darunter Helmut Jahn, Christoph Sattler und Thomas Herzog.

## Projekte
- 1958–1964: Institut für physiologische Chemie der Universität Tübingen[22]
- 1962–1966: Verwaltungsgebäude Siemens AG, Saarbrücken
- 1965–1969: Halbleitermontagewerk SGS Deutschland, Wasserburg am Inn
- 1972: Haus Bürkle, Starnberg
- 1972–1974: Druckerei Schöningh KG, Paderborn
- 1984: Produktions- und Lagergebäude Arzneimittelwerk Dr. Madaus GmbH, Wasserburg am Inn
- 1980–1984: Druckerei Süddeutscher Verlag, München-Steinhausen
- 1986–1988: Bürogebäude PDC – Paderborner Druckzentrum
- 1989–1990: Makulaturentsorgung Süddeutscher Verlag, München-Steinhausen
- 1997–2001: Reihenhaus-Wohnanlage, München Harlaching
- 1999–2001: Allianz-Hauptverwaltung, München
- 2000–2002: Wohn- und Geschäftshaus Löwenturm, München
- 2002–2004: Wohnhaus Flüggenstraße, München

## Universität Stuttgart
Nicht in seiner Heimatstadt München, sondern in Stuttgart erhielt Peter C. von Seidlein 1974 eine Professur für Baukonstruktion und Entwerfen. Er blieb bis 1995 Ordinarius an der Stuttgarter Universität und prägte die dortige Fakultät für Architektur mehr als 20 Jahre lang. Dass von Seidlein keine Professur in München erhielt, wurde von seinen Kollegen noch Jahre später kritisiert. Als er 1999 mit der Ehrendoktorwürde der TU München ausgezeichnet wurde, fand der Laudator Winfried Nerdinger kritische Worte zur Nichtberufung von Seidleins:
„Umso wichtiger wäre es gewesen, daß er an der Münchner Architekturfakultät seine Auffassung von Architektur an Studenten hätte vermitteln können. Er hätte damit die schmale Bauhaus-Tradition an dieser Fakultät, für die Gustav Hassenpflug und Gerhard Weber stehen, direkt fortsetzen können. Es kam nicht dazu, aus vielen peinlichen Gründen, die heute besser verschwiegen werden. 1974 ging von Seidlein an die TH nach Stuttgart und das nächste Jahrzehnt blickten die Münchener Architekturstudenten neidvoll zur Schwabenmetropole, wo ein Münchner die klassische Verbindung von Entwurf und Konstruktion lehrte.“
Nach seiner Berufung an die Universität Stuttgart fokussierte sich von Seidlein zunächst auf seine Arbeit als Professor und wurde zu einem einflussreichen Mentor für mehrere Architektengenerationen. Zahlreiche Schüler von Peter C. von Seidlein wurden bekannte Architekten.
Von Seidlein überzeugte mit seinem Anspruch, Lehre und Bauen miteinander zu verbinden: „Das Gesamtwerk, diese überzeugende Einheit von Lehre und gebauten Beispielen, hat Schule gemacht.“ Auch die Universität Stuttgart würdigte seine Verbindung von Lehre und Praxis sowie sein architektonisches Verständnis, das sich nicht nur in seinen Bauten, sondern auch in seiner Tätigkeit als Professor widerspiegelte: „Seine Lehre und sein Wirken als bauender Architekt waren deckungsgleich. Er wollte nicht vordergründig interessante, sondern nachhaltig wirkende, gute Bauwerke schaffen.“ Die Initialen „PCVS“ standen für Klarheit, Ästhetik und Verzahnung von Entwurf und Konstruktion.

## Engagement und Verhältnis zur Stadt München
Peter C. von Seidlein setzte sich über seine Tätigkeit an der Universität Stuttgart und seiner Selbstständigkeit hinaus für die Architektur ein. So engagierte er sich im Bund Deutscher Architekten (BDA), war zwischen 1970 und 1971 Landesvorsitzender des bayerischen BDA, Vorstandsmitglied der Bayerischen Architektenkammer und Mitbegründer der BDA-Informationen. In einem Nachruf heißt es über ihn:
„Er meldete sich auch in der Architekturdiskussion zu Wort und artikulierte stets deutlich den Widerstand des Bürgers gegen obrigkeitliche und bürokratische Bevormundung. In diesem Zusammenhang ist auch sein starkes Engagement in berufsbezogenen Organisationen (BDA, Architektenkammer etc.) zu sehen. Es war seine Überzeugung, dass das Bauen immer eingebunden ist in verantwortliches Handeln des Architekten innerhalb der Gesellschaft.“
Diese Verbindung von Architektur und gesellschaftlicher Verantwortung übertrug Peter C. von Seidlein auch auf sein Engagement für die stadtgestalterische Entwicklung Münchens. Er scheute dabei nicht die Konfrontation und positionierte sich als scharfer Kritiker in einem entbrannten Streit um den Neubau der Bayerischen Staatskanzlei Mitte der 1980er Jahre. „Legendär“, so der Architekturkritiker Wolfgang Jean Stock, sei von Seidleins Auftritt in der bayerischen Staatskanzlei im Rahmen der Neubaudebatte gewesen: „Von Seidlein wies darauf hin, dass der US-Präsident 220 persönliche Mitarbeiter habe, der bayerische Ministerpräsident aber ein Gebäude für 480 Mitarbeiter verlange – allein mit diesen schlichten Zahlen entlarvte er die Monstrosität des Vorhabens.“ Und sein Kollege Winfried Nerdinger betonte: „Peter von Seidlein hat Stellung bezogen, er hat sich eingemischt und seine Meinung gesagt, auch wenn sie für viele unbequem war und ist.“
Auch über diese Debatte hinaus geriet von Seidlein immer wieder in den Konflikt mit der Münchener Denkmalpflege. Er rückte dabei nicht von seinen Bauvorhaben oder Vorstellungen ab, auch wenn Streitigkeiten die Folge waren. Von Seidlein war jedoch mit seinem Bemühen um die architektonische Entwicklung Münchens erfolgreich. Das belegt nicht nur seine Arbeit in der Münchener Stadtgestaltungskommission (1976–1985), sondern auch im Bayerischen Landesdenkmalrat (1990). Als die Stadt München von Seidlein 1994 den Architekturpreis verlieh, ließ er es sich nicht nehmen, in seiner Dankesrede auf den damaligen Konflikt um die Staatskanzlei zu sprechen zu kommen: „Wer immer solche Bauwerke, wie die Bayerische Staatskanzlei errichtet, nimmt beträchtliche Schuld für den Zustand der Baukultur auf sich. Das tut allerdings auch der, der dazu schweigt.“ Und so beschrieb Wolfgang Jean Stock in seinem Nachruf auf von Seidlein, wie diffizil das Verhältnis zur Stadt München war: „Mit ironischem Unterton dankte von Seidlein denn auch 1994 der Stadt München für die Verleihung des Architekturpreises, obwohl er in ihr doch ‚fast nicht gebaut‘ habe.“
Trotz der durchaus schwierigen Beziehung zu München war von Seidlein eine der prägenden Figuren ihrer Stadtgestaltung. Nach seinem Tod 2014 würdigte der Münchener Oberbürgermeister Dieter Reiter von Seidleins Engagement mit den Worten: „Zudem hat er sich um Stadtbild und ‚Neues Bauen in alter Umgebung’ verdient gemacht, sowohl durch seine langjährige Mitgliedschaft in der Münchner Kommission für Stadt-gestaltung als auch im Bayerischen Landesdenkmalrat. Dabei hat er sich durchaus auch in kontroversen Diskussionen mit Verve eingebracht und sich nachhaltig für die Belange der Baukultur eingesetzt. Ein besonderes Augenmerk richtete er auch immer auf die Interessen der Bürgerinnen und Bürger, für die geplant und gebaut wird.“ Zum Verhältnis von Seidleins zu seiner Heimatstadt schrieb der Architekt Erwien Wachter: „Ein Ja-Sager wollte er nie sein, er Peter C. von Seidlein, und obwohl er ein Münchener mit Leib und Seele war, verband ihn aus diesem Grund wohl sein Leben lang eher eine Hassliebe mit dieser Stadt.“

## Rezeption
Peter C. von Seidlein war einer der wichtigsten Vertreter der Nachkriegsmoderne und gilt als „Ikone“ der deutschen Architektur. Mit zahlreichen Preisen prämiert stand für von Seidlein jedoch immer das Gesamtprojekt im Vordergrund, nicht die erhaltenen Auszeichnungen: „Es ist ihm stets um das Prinzip gegangen, nicht um den persönlichen Erfolg. Das A und O seines Werkes als Architekt ist technische Perfektion pur, ohne irgendeine Zutat. Sie ist die Quelle von allem Wahren, Guten und Schönen in dieser Architektur.“ Zahlreiche Preise und Ehrenmitgliedschaften belegen die herausgehobene Stellung von Seidleins in der deutschen Architekturlandschaft. 1985 erhielt er zusammen mit Horst Fischer, Claus Winkler und Edwin Effinger den Deutschen Architekturpreis. 1994 folgte der Architekturpreis der Stadt München. Er war Mitglied der Akademie der Künste Berlin, Ehrenmitglied des Werkbundes Bayern und des BDA. 1999 zeichnete die TU München von Seidlein mit der Ehrendoktorwürde aus und würdigte damit sein architektonisches Werk.
Peter C. von Seidleins Architektur war eindeutig von Mies van der Rohe beeinflusst, zeigte jedoch von Beginn an eine individuelle Weiterentwicklung. Die Wirkung seiner Architektur durch Eindeutigkeit und Präzision wurde nicht nur in seiner späten Schaffenszeit sichtbar, sondern bereits in seinen frühen Bauten und den Gebäuden seiner Schüler: „All diese Bauten zeigen wie schon die ersten Arbeiten, dass der Einfluss von Mies van der Rohe ihn nicht zum unbedarften Kopisten werden ließen, sondern er mit eigenen Mitteln die Mies’sche Ideologie mit Leben füllte […]. Sein Einfluss als Lehrer an der Universität Stuttgart auf unzählige seiner Schüler ist längst legendär, sein Lebenswerk wartet auf eine Würdigung.“
Insbesondere von Seidleins mehrfach prämierten Bauten seit Mitte der 1980er Jahre haben sich in die öffentliche Wahrnehmung eingeschrieben. Seine Frühwerke hingegen sind weniger bekannt, obwohl sie bereits die ganz eigene Interpretation des von Mies van der Rohe geprägten Architekturverständnisses aufweisen und sein Lebenswerk komplettieren: „So zieht sich ein Hang zur Klarheit, zu Unbestechlichkeit des Denkens und zur Logik des Konstruierens durch sein ganzes Werk. Am außergewöhnlich reifen Frühwerk, dem Institut für physiologische Chemie der Universität Tübingen, wurde sichtbar, dass hier nicht Mies epigonal nachempfunden, sondern aus verwandtem Denken heraus gebaut wurde. Die Bauten für ein Pharmaziewerk in Wasserburg oder der Druckereibau in Paderborn sind weitere Marken auf dem konsequenten Weg, der zeitweise bei starkem ideologischem Gegenwind zurückgelegt wurde. Dagegen wurde später sein ‚opus maximus‘, die Zeitungsdruckerei für den Süddeutschen Verlag in seiner Heimatstadt auch von der Öffentlichkeit einhellig als vorbildliche Leistung der modernen Architektur akklamiert, was durch die Verleihung des angesehenen Deutschen Architekturpreises noch unterstrichen wurde.“
Angesichts der Bedeutung seiner Gebäude erstaunt es, dass die frühen Bauten von Seidleins zu verfallen drohten. Das Laborgebäude an der Universität Tübingen wurde bereits abgerissen. Das Siemens-Gebäude in Saarbrücken, das durch seine Fassadengestaltung und Struktur (von Seidlein setzte hier das amerikanische Konzept des „Großraumbüros“ um) besticht, stand jahrelang leer. 2014 begann eine Sanierung des Gebäudes, das zu einem „Lofthaus“ mit Wohnungen umgebaut wurde. Die denkmalgeschützte Fassade konnte dabei erhalten bleiben.

## Auszeichnungen
- 1985: Deutscher Architekturpreis
- 1987: Mitglied Akademie der Künste Berlin
- 1994: Architekturpreis der Stadt München
- 1999: Ehrendoktorwürde der TU München
- Ehrenmitglied des Werkbund Bayerns
- Ehrenmitglied des BDA